# Antenne patch
 (avril 2018).
Si vous disposez d'ouvrages ou d'articles de référence ou si vous connaissez des sites web de qualité traitant du thème abordé ici, merci de compléter l'article en donnant les références utiles à sa vérifiabilité et en les liant à la section « Notes et références ».
Pour les articles homonymes, voir Patch.
Une antenne à éléments rayonnants imprimés, communément appelée antenne patch (en anglais) ou antenne planaire, est une ligne microruban de forme particulière. Elle se compose d’un plan de masse et d’un substrat diélectrique dont la surface porte un ou plusieurs éléments métalliques.

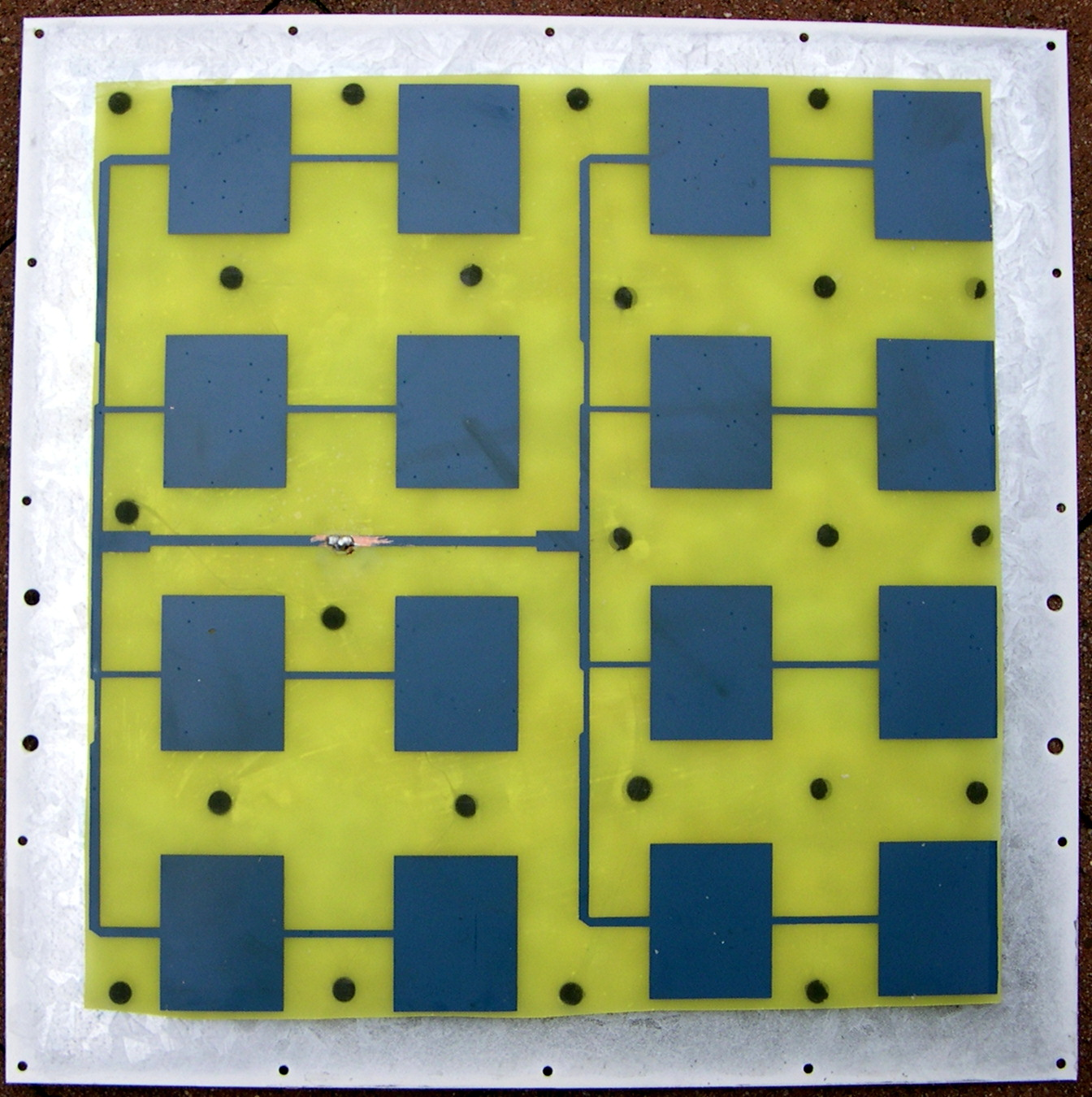
Antenne patch 2.4 GHz. Photo S. Nueffer

L’antenne patch est une antenne plane dont l'élément rayonnant est une surface conductrice généralement carrée, séparée d'un plan réflecteur conducteur par une lame diélectrique. Sa réalisation ressemble à un circuit imprimé double face et est donc favorable à une production industrielle. Le concept d'antenne patch est apparu dans les années 1950, mais le véritable développement ne s'est fait que dans les années 1970. Elle peut être utilisée seule ou comme élément d'un réseau. De même, elle peut être intégrée au plus près des circuits électroniques en occupant un volume réduit et se conformant à différents types de surface.

## Utilisations

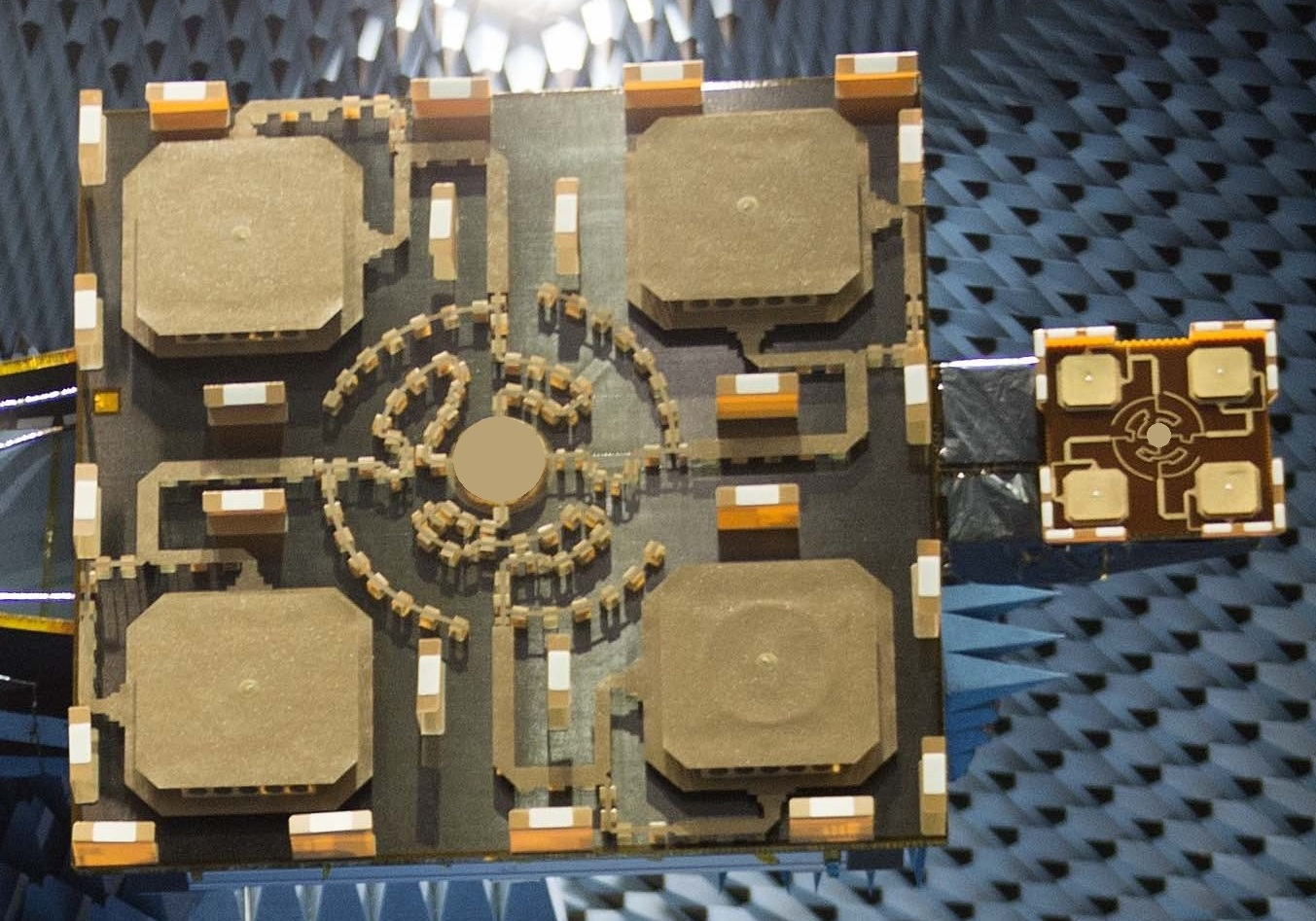
Antenne patch des satellites Météosat troisième génération

Les antennes planaires sont utilisées lorsqu'on veut réduire l'encombrement d'une antenne, notamment sa hauteur au-dessus d'un plan de masse, par exemple sur les émetteurs-récepteurs portables de radiocommunications, sur les récepteurs GPS...
Les antennes planaires en réseau sont employées en Wi-Fi, en radioamateurisme et dans de nombreuses transmissions professionnelles. L'antenne patch en réseau actif est une des technologies permettant la réalisation des antennes radar à faisceau contrôlé, en navigation aérienne, surveillance ou observation de la Terre par satellite.
Il existe une version UHF pour la réception de la TNT de type planaire-hybride avec un réflecteur et un directeur, ce qui porte le nombre d'éléments à 3, permettant d'obtenir des capacités directionnelles et du gain. Ces antennes sont souvent dotées d'un préamplificateur d'antenne UHF à faible bruit pour compenser le gain d'antenne limité à 9 ou 10 dBi et les pertes de la ligne coaxiale jusqu'à l'adaptateur.

## Détails de conception

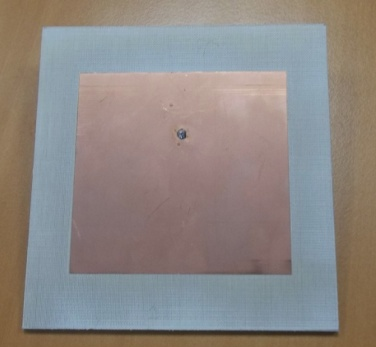
Antenne patch avec alimentation coaxiale

Par exemple, on trouve des lignes larges résonnant en demi-onde. Plus l'élément résonnant est éloigné du plan de masse, plus la résistance de rayonnement {\displaystyle rs} augmente. Pour comprendre le fonctionnement de l'exemple considéré, on imagine que l'on part d'une ligne résonnante demi-onde très proche de son plan conducteur, donc à fort coefficient Q et faible résistance {\displaystyle rs}, et qui ne rayonne pratiquement rien. Au fur et à mesure que l'on éloigne la ligne de son plan conducteur, la résistance de rayonnement va augmenter (ce serait celle d'un dipôle si le plan conducteur disparaissait tout à fait). On atteindra un bon rendement si la résistance de rayonnement devient grande devant la résistance ohmique. Pour arriver à ce résultat, on augmente donc au maximum la largeur du conducteur, qui peut même devenir carré. L'augmentation de la largeur a pour effet de réduire la résistance ohmique et élargir la bande passante.
On cherchera parfois aussi à réduire l'encombrement en réduisant la longueur de la ligne, cela en introduisant une céramique à forte constante diélectrique. Ainsi, une céramique avec un epsilon de 81 réduira dans le rapport de 9 (racine carrée de l'epsilon) la longueur totale de la ligne. On pourra encore diviser par deux la longueur en utilisant un résonateur quart d'onde (un côté relié au plan conducteur). On peut ainsi obtenir des dimensions d'antennes de l'ordre du centimètre pour les fréquences de l'ordre du gigahertz.
Les antennes patch céramique sont utilisées par exemple sur les téléphones portables.